# Kiełcz
Kiełcz, německy Költsch, je vesnice ve gmině Nowa Sól v okrese Nowa Sól v Lubušském vojvodství v západním Polsku. Nachází se na pravém břehu veletoku Odra při soutoku s řekou Biała Woda a v mezoregionu Pradolina Głogowska a v Dolním Slezsku.

## Historie a popis
První písemná zmínka o místě pochází z roku 1295. Během druhého dělení Polska v roce 1793 byla vesnice připojena k Pruskému království. Po druhé světové válce, v roce 1945, se Kiełcz stal součástí tehdejší Polské lidové republiky a původní německé obyvatelstvo bylo vyhnáno a nahrazeno Poláky. V letech 1975-1998 patřila obec administrativně do již zaniklého Zielonogorského vojvodství. V roce 1990 byla zde zrušena železniční trať. Vesnice je sídlem sołectwa. V roce 2000 žilo v obci Kiełcz 786 obyvatel. Ve vesnici se nachází kostel, 2 zvonice, hřbitov a působí zde fotbalový klub WKS Polonia Kiełcz. Významnou památkou je dřevěný větrný mlýn koźlak z 19. stol. Přes Kiełcz vede Cyklistická trasa řeky Odry.